# Femminismo per il 99%. Un manifesto
Femminismo per il 99%. Un manifesto (Feminism for the 99%: A Manifesto) è un saggio femminista di Nancy Fraser, Cinzia Arruzza e Tithi Bhattacharya nel 2019. È il manifesto di un movimento femminista contemporaneo, di base e radicale, che riconosce l'intersezionalità e sostiene l'attivismo per e da parte di tutte le donne, comprese quelle, il 99%) che sono state trascurate da altri movimenti femministi, indirizzati secondo le autrici all'1% delle donne, un gruppo molto ridotto di privilegiate. Il manifesto è stato anticipato da un appello firmato da Angela Davis, Barbara Ransby, Cinzia Arruzza, Keeanga-Yamahtta Taylor, Linda Martín Alcoff, Nancy Fraser, Rasmea Yousef Odeh e Tithi Bhattacharya pubblicato sul Viewpoint Magazine nel febbraio 2017, in occasione della mobilitazione contro il presidente USA Donald Trump, con cui si proponeva uno  sciopero internazionale delle donne l'8 marzo 2017. 
La tesi di partenza del Manifesto è che l'oppressione di genere non è causata da un unico fattore, il sessismo, ma è il prodotto delle intersezioni di sessismo, razzismo, colonialismo e capitalismo. Femminismo per il 99% si pone in contrasto con il femminismo liberale, che cercherebbe di conquistare per l'1% delle donne i privilegi assicurati dal patriarcato, dando loro accesso ad opportunità che restano negate al 99% delle donne, soggette all'oppressione anche per il colore della pelle, per lo Stato in cui vivono, per la precarietà economica. 
Le autrici dell'appello invitano a guardare oltre le semplici questioni di genere, valutando l'impatto della violenza di genere razzializzata, dei fallimenti del neoliberismo, degli attacchi ai diritti dei lavoratori, delle ingiustizie riproduttive, dell'omofobia, della transfobia e della xenofobia. Il Manifesto si pone in prosecuzione del femminismo decoloniale, e definisce la necessità di un nuovo movimento femminista internazionale che sia allo stesso tempo antirazzista, antimperialista, antieterosessista e anti-neoliberista.
Il libro è stato pubblicato nel 2019, in contemporanea negli Stati Uniti, Gran Bretagna, Francia, Spagna, America Latina, Romania, Italia, Svezia, Corea del Sud.

## Edizioni
- (EN) Nancy Fraser, Feminism for the 99%: A Manifesto, 1ª ed., Verso, 2019, ISBN 9781788734424.
- Nancy Fraser, Femminismo per il 99%. Un manifesto, traduzione di Alberto Prunetti, Tempi Nuovi, Laterza, 2019,  p. 96, ISBN 9788858131558.